# Haworthia variegata var. modesta
Haworthia variegata var. modesta, és una varietat de Haworthia arachnoidea del gènere Haworthia de la subfamília de les asfodelòidies.

## Descripció
Haworthia variegata var. modesta és una espècie prolífera, variegada moderada amb menys fulles. Les fulles són bastant erectes amb certa evidència de translucidesa al llarg dels marges i en les puntes de les fulles.

## Distribució i hàbitat
Aquesta varietat creix a la província sud-africana del Cap Occidental, a la zona de Potberg, dues localitats conegudes són de Kathoek i de la mateixa muntanya de Potberg. Està molt relacionat amb les calcàries costaneres. Creix en petits cúmuls al sòl en les esquerdes de les roques, generalment bastant altes. És una espècie molt fàcil, que es pot propagar per fillols.

## Taxonomia
Haworthia variegata var. modesta va ser descrita per Martin Bruce Bayer i publicat a Haworthia Revisited 159, a l'any 1999.
Etimologia
Haworthia: nom en honor del botànic britànic Adrian Hardy Haworth (1767-1833).
variegata: epítet llatí que significa "fer o ser diferents colors, variegada".
var. modesta: epítet llatí que significa "modest, sobri, discret, amable, suau".
Basiònim
- Haworthia modesta (M.B. Bayer) M.Hayashi[2]